# Cratichneumon stenocarus
Cratichneumon stenocarus là một loài tò vò trong họ Ichneumonidae.